# 郵便局前停留場
郵便局前停留場（ゆうびんきょくまえていりゅうじょう）は岡山県岡山市北区磨屋町および中山下一丁目にある岡山電気軌道清輝橋線の停留場である。駅番号はS04。

## 歴史
- 1931年（昭和6年）9月1日：磨屋町筋（1968年廃止） - 蓮昌寺（現：田町）間に東田町停留場として開業。
- 1937年（昭和12年）7月6日：郵便局前停留場に改称。

## 構造
島式ホーム1面2線。

## 周辺
- 岡電バス・両備バス・下電バス・中鉄バス・備北バス・めぐりん 「NTT岡山前」バス停
- 岡電バス「農業会館前」バス停
- 国道53号（国道180号重複、柳川筋）
- 岡山市道錦町古京線（ハレまち通り・県庁通り）
- 岡山中央郵便局
- 天満屋岡山店
  - 岡山ロフト
- 天満屋バスステーション
- クレド岡山
  - FM岡山
- ロッツビル
- 磨屋町ビル
  - 中鉄バス本社
- 岡山県農業会館
- 岡山県観光連盟
- 交通オアシスビル
- NTT西日本岡山支店
- エスパス岡山
- 岡山ゴム会館
- 岡三証券岡山支店
- 山陰合同銀行岡山支店
- 百十四銀行岡山支店 - 2021年5月24日より清輝橋支店を、同年8月10日より岡山駅西口支店もブランチインブランチ。
- 四国銀行岡山支店
- みずほ信託銀行岡山支店
- 三井住友信託銀行岡山支店
- 岡山メルパ
- 覚善院

## 隣の停留場
岡山電気軌道
■清輝橋線
柳川停留場 (S03) - 郵便局前停留場 (S04) - 田町停留場 (S05)